# Hockey su ghiaccio all'XI Festival olimpico invernale della gioventù europea
Il torneo di hockey su ghiaccio al XI Festival olimpico invernale della gioventù europea maschile si è svolto dal 18 al 22 febbraio 2013 al Patinoarul Olimpic Brașov di Brașov in Romania.

## Risultati

### Turno preliminare

#### Gruppo A
| Squadra  | Punti | PG | V | VOT | POT | P | GF | GS | DG |
| -------- | ----- | -- | - | --- | --- | - | -- | -- | -- |
| Russia   | 6     | 2  | 2 | 0   | 0   | 0 | 9  | 3  | +6 |
| Svizzera | 3     | 2  | 1 | 0   | 0   | 1 | 6  | 7  | -1 |
| Lettonia | 0     | 2  | 0 | 0   | 0   | 2 | 3  | 8  | -5 |

| 18 febbraio 2013, ore 16:00 UTC+2 | Russia | 6 – 1 | Svizzera |  |

| 19 febbraio 2013, ore 16:00 UTC+2 | Svizzera | 5 – 1 | Lettonia |  |

| 20 febbraio 2013, ore 16:00 UTC+2 | Lettonia | 2 – 3 | Russia |  |

#### Gruppo B
| Squadra   | Punti | PG | V | VOT | POT | P | GF | GS | DG  |
| --------- | ----- | -- | - | --- | --- | - | -- | -- | --- |
| Finlandia | 6     | 2  | 2 | 0   | 0   | 0 | 22 | 4  | +18 |
| Rep. Ceca | 3     | 2  | 1 | 0   | 0   | 1 | 11 | 11 | 0   |
| Romania   | 0     | 2  | 0 | 0   | 0   | 2 | 1  | 19 | -18 |

| 18 febbraio 2013, ore 20:00 UTC+2 | Finlandia | 10 – 4 | Rep. Ceca |  |

| 19 febbraio 2013, ore 20:00 UTC+2 | Romania | 0 – 12 | Finlandia |  |

| 20 febbraio 2013, ore 20:00 UTC+2 | Rep. Ceca | 7 – 1 | Romania |  |

### Finali

#### Finale 5º/6º posto
| 21 febbraio 2013, ore 16:00 UTC+2 | Lettonia | 11 – 1 | Romania |  |

#### Finale 3º/4º posto
| 21 febbraio 2013, ore 20:00 UTC+2 | Svizzera | 2 – 1 | Rep. Ceca |  |

#### Finalissima
| 22 febbraio 2013, ore 14:30 UTC+2 | Russia | 2 – 4 | Finlandia |  |

## Classifica
| Pos. | Squadra   |
| ---- | --------- |
| 1    | Finlandia |
| 2    | Russia    |
| 3    | Svizzera  |
| 4    | Rep. Ceca |
| 5    | Lettonia  |
| 6    | Romania   |